# Christopher Munthali
Christopher Munthali (Zambia, 1991. február 2. –) zambiai válogatott labdarúgó, jelenleg a Lumwana Radiants játékosa.

## Sikerei, díjai
Power Dynamos
- Zambiai bajnok (1): 2011

Nkana
- Zambiai bajnok (1): 2013